# Estación de Intxaurrondo
 Intxaurrondo es una estación ferroviaria situada en la ciudad española de San Sebastián en el barrio de Inchaurrondo. Es una parada de nueva creación inaugurada el 12 de mayo de 2011.
Forma parte la línea C-1 de la red de Cercanías San Sebastián operada por Renfe. El código de esta estación es 11522.

## Situación ferroviaria
La estación se encuentra entre los puntos kilométricos 624,750 y 625,80 de la línea férrea de ancho convencional que une Madrid con Hendaya.

## La estación
La estación viene a dar servicio a un popular barrio de San Sebastián. Dispone de un pequeño edificio para viajeros construido sobre la plataforma del puente de Zubiaurre. Posee dos andenes laterales de 160 metros de longitud y de 0,70 metros de altura. Ambos están recubiertos parcialmente por una marquesina translúcida que también cubre las escaleras que dan acceso a las vías. Tiene taquillas y máquinas expendedoras de billetes. El recinto está adaptado a las personas con discapacidad. Ha supuesto una inversión total de 9,2 millones de euros.

## Servicios ferroviarios

### Cercanías
Los trenes de cercanías de la Línea C-1 son los únicos que se detienen en la estación a razón de 76 trenes de diarios. 